# Chamán

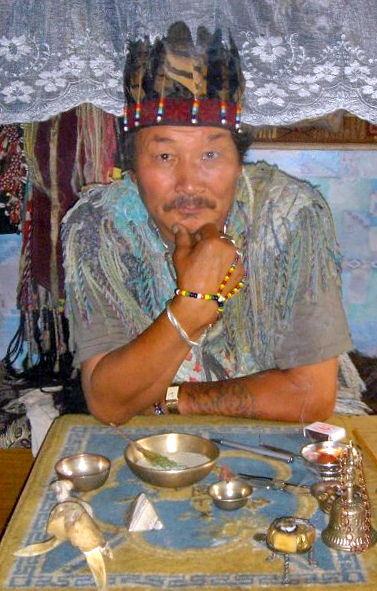
Chamán de Kyzyl.

El chamán es la persona que ejerce o práctica los rituales del chamanismo.
En el chamanismo, al chamán se le da la capacidad de modificar la realidad o la percepción colectiva de esta según su religión y responden a una especie de lógica causal. Esto se puede expresar finalmente, por ejemplo, en la facultad de curar, de comunicarse con los espíritus y ancestros, y de presentar habilidades adivinatorias. Es el término usado para indicar a este tipo de persona, presente principalmente en las sociedades cazadoras y recolectoras de África, América, Asia y Oceanía y también en culturas prehistóricas de Europa. En algunas culturas se cree también que el chamán puede indicar en qué lugar se encuentra la caza e incluso alterar los factores climáticos.
El término proviene del sustantivo en lenguas tungúsicas (de Siberia) shamán (‘el que sabe’), y este del verbo shahia (‘saber’).

## Papel de los chamanes
Cumplen un papel central en las comunidades cazadoras y recolectoras, como depositarios de sabiduría. Su don es recibido por herencia, ocasionalmente por vocación, pero suele exigir siempre pasajes de iniciación, consistentes en largos ayunos, retiros y, en ciertos casos, ingestión de alucinógenos. Suelen ser elegidos por familias y anteriormente por los espíritus (elección divina), y deben someterse a un riguroso entrenamiento. Entre sus funciones están comunicarse con los espíritus para corregir los errores de la comunidad a la que pertenecen, por lo cual también restauran la armonía entre el hombre, su mundo espiritual y el mundo físico.
No se atribuye a los chamanes el papel de sacerdotes, ya sea porque está asignado a otros individuos o porque no existe una clase sacerdotal. En este caso, toda la religiosidad tiene su centro en la figura del chamán, el único intermediario con los espíritus.[cita requerida]

## Comunicación con los espíritus
El chamán convierte a los espíritus de la naturaleza y de los hombres en sus «familiares».[cita requerida]
Los antropólogos que estudiaron el fenómeno del chamanismo, señalaron que pueden realizar «viajes» al mundo espiritual mediante estados modificados de conciencia y  recibir conocimientos.
Con todo, el prestigio del chamán en la tribu deriva muy directamente de su poder de sanar.
El fenómeno del chamanismo se encuentra tanto en pueblos siberianos como entre los sintoístas de Japón, las tribus indígenas del Norte, Centro y Sur de América y las de Australia y Nueva Zelanda.

## Chamanismo en diferentes países y culturas

### Chamanismo en Chile
Un o una machi es un chamán en la cultura tradicional del pueblo mapuche, un pueblo indígena de Chile y Argentina. Su principal papel es la curación de dolencias, tanto los males físicos como los que se consideran derivados de la acción de fuerzas espirituales o a transgresiones de normas. Además, pueden cumplir funciones religiosas y sociales.

### Chamanismo en México
En México, los chamanes son llamados «hombres de conocimiento»[cita requerida] y comandaban, uno o varios a la vez, cada tribu de los antiguos habitantes de esta región de América. Esos hombres eran destacados por su inteligencia, intuición y capacidad de videncia. Al parecer, a partir de los toltecas,[cita requerida] estos hombres de conocimiento comenzaron a fundar linajes, mediante los que, a través de una cadena de sucesores, transmitían de generación en generación, su particular forma de crear la realidad. Se desconoce el número de linajes que actualmente existen en México. Unos sobrevivieron a la conquista, mientras que otros fueron creados después de ella.[cita requerida]
Se les encuentra en casi todo el pueblo formando una subcultura compleja de riqueza extensa. Se dedican a curar enfermedades, a pronosticar el futuro, a dar consejos y a aliviar angustias.

### Chamanismo en Perú
En Perú los chamanes vienen desde la época Incaica, todos los rituales para el incremento de las cosechas, augurios de buen tiempo e incluso consejos al Inca eran realizados por ellos, previo pago a la tierra con sacrificios. En la actualidad existen (en el Cusco principalmente) Chamanes verdaderos que viven alejados de la ciudad, en las afueras y cerca de Machu Picchu, están en contacto con la naturaleza y aún mantienen las tradiciones de sus ancestros.

## Curación de las enfermedades
Los estudios sobre chamanismo[cita requerida] indican que a veces, mediante hierbas, raíces, sustancias vegetales, sugestión o efecto placebo cumplen la función de curanderos, y realmente sanan. Por otra parte, se supone que su poder de sugestión produce efectos terapéuticos en quienes padecen pánico, angustia y otros desequilibrios psíquicos.
Los estudios[cita requerida] revelaron que tribus dominadas por los incas de América del Sur poseían conocimientos que les permitían controlar la depresión mediante el uso de la coca.